# Guadalupe Victoria Dos
Guadalupe Victoria Dos är en ort i Mexiko.   Den ligger i kommunen Simojovel och delstaten Chiapas, i den sydöstra delen av landet, 700 km öster om huvudstaden Mexico City. Guadalupe Victoria Dos ligger 646 meter över havet och antalet invånare är 958.
Terrängen runt Guadalupe Victoria Dos är kuperad åt nordost, men åt sydväst är den bergig. Runt Guadalupe Victoria Dos är det ganska tätbefolkat, med 104 invånare per kvadratkilometer. Närmaste större samhälle är Simojovel de Allende, 5,9 km sydost om Guadalupe Victoria Dos. Omgivningarna runt Guadalupe Victoria Dos är en mosaik av jordbruksmark och naturlig växtlighet.